# David Lama
David Lama (ur. 4 sierpnia 1990 w Innsbrucku, zm. 18 kwietnia 2019 na Howse Peak w Kanadzie) – austriacki alpinista i wspinacz sportowy. Specjalizował się w boulderingu, w prowadzeniu oraz we wspinaczce klasycznej. Dwukrotny Mistrz Europy we wspinaczce sportowej z 2006 z Jekaterynburga (w prowadzeniu) oraz z 2007 z Birmingham w konkurencji boulderingu.

## Kariera sportowa
Syn Austriaczki i Nepalczyka (przewodnika himalajskiego), wspinaczkę uprawiał od wczesnego dzieciństwa. Zwycięzca w zawodach Pucharu Świata IFSC w boulderingu w 2008 oraz (w tym samym roku) we wspinaczce na czas.
W styczniu 2012 dokonał pierwszego klasycznego przejścia Compressor Route  na Cerro Torre.
Zginął wraz z dwoma innymi alpinistami w kwietniu 2019 wskutek zejścia lawiny w Parku Narodowym Banff.